# Robert Kraichnan
Robert Harry Kraichnan (Filadélfia, 15 de janeiro de 1928 — Santa Fé, 26 de fevereiro de 2008) foi um físico teórico estadunidense.